# Каменка (нижний приток Оби)
Ка́менка — река в Новосибирской области России. Правый приток Оби. Начинается близ посёлка Ленинский, затем протекает по территории Новосибирского района. На территории Дзержинского района Новосибирска окончательно скрывается в подземном коллекторе длиной 6,1 км. С правой стороны впадает в Обь.
Длина 25 км. Площадь бассейна 130 км².

## География

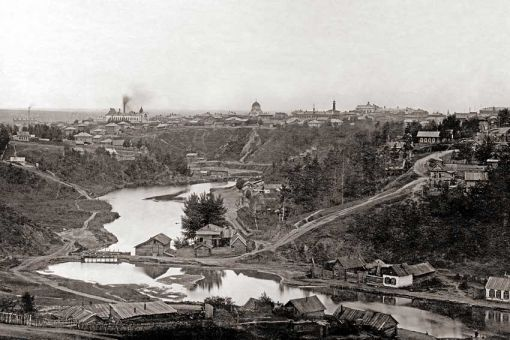
Новониколаевск и река Каменка в начале XX века

Река берёт начало на высоте около 200 метров над уровнем моря из болота близ посёлка Ленинский, затем впадает в примыкающее к нему озеро Ягодное, откуда стекает искусственным водопадом в подземную трубу, далее протекает в юго-западном направлении через посёлки Витаминка и Советский; на территории села Каменка впадает в одноимённое озеро, из которого вытекает через дамбу с автомобильной дорогой, затем пересекает СТ «Калинка», далее проходит в черте Новосибирска: сначала — сквозь Дзержинский район, в его границах пересекает СНТ «Золотая горка», затем протекает под Каменским шоссе, после чего начинает петлять по расположенному к юго-востоку от проспекта Дзержинского частному сектору, на территории которого река проходит под Волочаевской улицей и движется вдоль многоэтажных жилых домов улиц Есенина и Лежена (находятся к югу от реки), окончательно скрывается в подземный коллектор возле улицы Лежена, далее идёт под Центральным и Октябрьским районами и впадает в Обь с правой стороны близ Первого железнодорожного моста.

## История

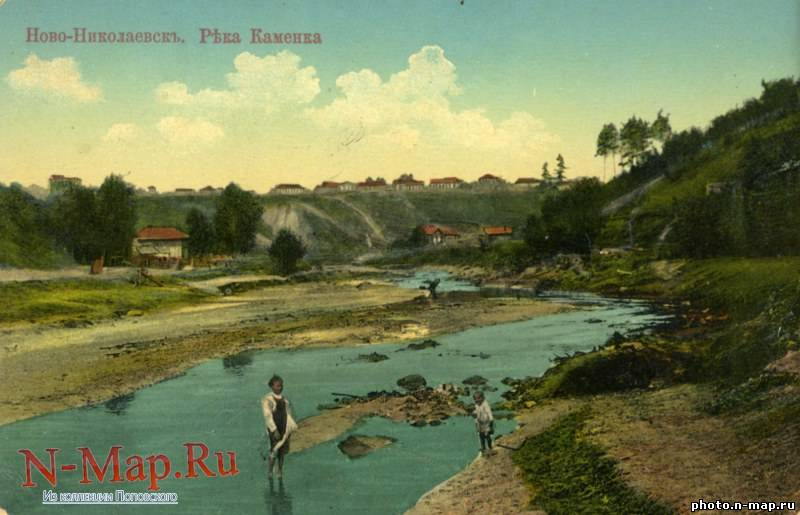
Река Каменка в начале XX века

На берегу Каменки были устроены каменоломни, где добывали гранит. В 1925 году через реку был построен новый автомобильный мост (инженер М. А. Ульянинский) связавший две части города, разделённые оврагом реки.

### Заключение в коллектор
В 1950-х архитектор Борис Иофан предложил засыпать реку. В 1966 году начались работы по замытию оврагов Каменки от её устья в направлении центральной части Новосибирска. Овражная сеть реки была наиболее разветвлённой в мегаполисе, здесь находилось 65 из 220 городских оврагов, разобщавших Центральный, Октябрьский и Дзержинский районы. Велось строительство железобетонного коллектора из двух труб, которые собирались из раздельных блоков свайного основания (средний водный уровень в искусственном русле составлял 0,5 м). На расстоянии каждых 120—130 м были устроены смотровые камеры с лестницами для выхода на поверхность. В некоторых местах глубина залегания коллектора достигала 25 м.
К началу 1970-х годов протяжённость коллектора составила около километра, также в этот период было намыто уже свыше 3 000 000 м³ грунта, снесены сотни ветхих домов. Работы продолжились и в эту пятилетку, на их дальнейшую реализацию выделили 15 млн рублей, после чего длина коллектора увеличилась еще более чем на километр, ликвидировано 714 домов, свыше 1000 семей переселены в благоустроенное жильё. За первое десятилетие работ намыто более 6 000 000 м³ грунта, который добывался со дна Оби. Площадь намыва достигала 36 га, было уничтожено 37 оврагов, протяжённость коллектора составила почти 2,5 км. За этот период снесли более 2,5 тысяч ветхих домов и переселили около 11 тысяч человек, которым выделили 80 000 м² новой жилой площади.
В 1992 году работы были завершены, над рекой теперь располагается Ипподромская улица.